# Vångadräkten

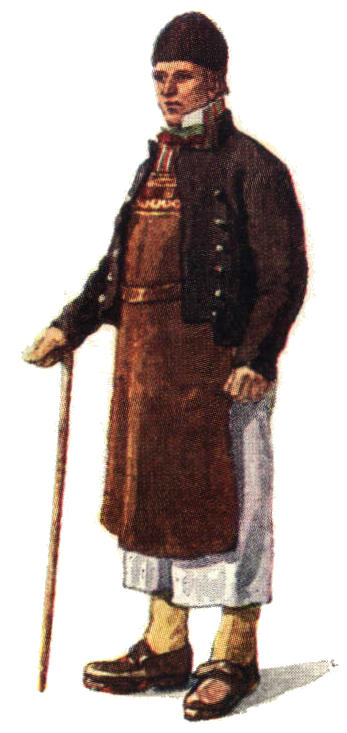
Folkdräkt, Vånga socken, Nordisk familjebok

Vångadräkten är en folkdräkt (eller bygdedräkt) från Vånga socken i Östergötland.

## Mansdräkten
Finns som sommardräkt, vinterdräkt och högtidsdräkt. Dräkten består av:
- väst
- förskinn
- byxor
- fotbonad
  - skor
  - strumpor
- huvudbonad - s.k. glada.
- släcktröja - mellan förskinn och rock. En slags kort jacka med knappar

### Vardagsdräkt om sommar
Till dräkten hör:
- byxor - holkbyxor i linne. Linneholkar hör till holkbyxorna